# William Peckover
William Peckover (* 1748 in Aynho; † 1819 in Colchester) war ein englischer Seemann und von 1787 bis 1789 der Kanonier des durch die Meuterei bekannt gewordenen Segelschiffs Bounty.

## Leben

### Persönliches
William Peckover wurde am 18. Juni 1748 in der Pfarrkirche von Aynho in Northamptonshire als einziger Sohn von Mary (née Avis) und Daniel Peckover getauft. Auf ihn folgten vier jüngere Schwestern. Die Familie lebte in ärmlichen Verhältnissen von der Landwirtschaft.
Seine erste Frau wurde Mary Bryant, die er am 9. April 1781 in St George zu Southwark in Surrey heiratete. Sie starb nach sieben Ehejahren und wurde am 14. Mai 1788 in St Dunstan and All Saints zu Stepney bestattet. Seine zweite Frau wurde am 12. August 1805 in Saint Mary’s zu Newington die Witwe Sarah Axford (née Bodenham), die 1750 in Southwark geboren wurde. Sie starb im Alter von 69 Jahren und wurde am 11. März 1819 in der Holy Trinity Church von Colchester bestattet. Peckover starb nur wenige Tage nach ihr im Alter von 70 Jahren und wurde am 16. Mai 1819 nebst ihr bestattet. Aus beiden Ehen sind keine Kinder hervorgegangen. 

### Frühe Jahre
Seine seemännische Laufbahn begann Peckover als Teilnehmer aller drei Pazifikexpeditionen des Kapitäns James Cook. Auf der ersten (1768–1771) diente er als Matrose (Able Seaman) auf der HMS Endeavour. Für eine Teilnahme an der zweiten Reise (1772–1775) bat er in einem Schreiben an Sir Joseph Banks um dessen Empfehlung als Fähnrich/Offiziersanwärter (Midshipman) mitfahren zu dürfen, doch bestritt er diese Reise letztlich als Kanoniersmaat (Gunner’s Mate) auf der HMS Resolution. Nach der Rückkehr hatte er die Prüfung zum Kanonier (Gunner) abgelegt, als solcher er die dritte Fahrt (1776–1780) auf der HMS Discovery bestritt.

### Auf der Bounty
Nachdem er auf weiteren Schiffen als Kanonier eingesetzt war, auf denen er in den nordamerikanischen Gewässern während des amerikanischen Unabhängigkeitskrieges segelte, wurde Peckover auf die HMS Bounty zu deren Mission, die Brotfrucht von Tahiti nach Jamaika zu transportieren, abkommandiert. Am 27. August 1787 hatte er sich in Deptford als Kanonier aus Hackney in Middlesex stammend in ihre Musterungsrolle eingeschrieben. Diese Abkommandierung dürfte weniger seiner Profession als Kanonier, als vielmehr seiner linguistischen Fähigkeiten geschuldet gewesen sein. Auf den Fahrten mit James Cook hatte er die Dialekte der polynesischen Sprache gelernt, die ihn zum Dolmetscher für diese Mission prädestinierten, auf der vor allem diplomatisches Feingefühl gefragt war. Dem kommandierenden Offizier, Lt. William Bligh, dürfte seine Kompetenz bekannt gewesen sein, hatte dieser doch auch an der dritten Cook-Expedition teilgenommen. 
Auf dem Long Reach der Themse bei Dartford nahm die Bounty am 9. Oktober 1787 vier Vierpfünder-Kanonen und zehn halbpfündige Drehbassen auf. Nach einer mehrwöchigen Ankerzeit im Spithead vor Portsmouth, in der Peckover erstmals mit rheumatischen Beschwerden auffiel, begann die Seereise am 23. Dezember 1787. In der am 11. Januar 1788 etablierten Wacheinteilung wurde ihm die Führung der zweiten Wache übertragen, die von Mitternacht bis vier Uhr den Dienst an Deck zu versehen hatte. Während der gescheiterten Umrundung von Kap Horn in stürmischer See im April 1788 fiel er erneut vom Rheumatismus befallen mehrere Tage aus. Während des Aufenthalts auf Tahiti vom 25. Oktober 1788 bis 4. April 1789, hielt er sich die meiste Zeit an Land auf, um als Dolmetscher bei den Verhandlungen mit den Häuptlingen und beim Tauschhandel zu wirken. Ebenso während des Halts auf Nomuka vom 24. bis 26. April 1789.

### Meuterei
Zu Mitternacht auf den 28. April 1789 übernahm die von Peckover geführte zweite Wache den Dienst an Deck, die um vier Uhr von der von Fletcher Christian geführten dritten Wache abgelöst wurde. In seiner Kabine unter dem Achterdeck schlafend, wurde er hier kurz nach fünf Uhr von einem Tumult auf dem Zwischengang geweckt. Hier begegnete er zuerst dem Botaniker David Nelson, der ihm mittelte, dass eine Schiffsübernahme im Gange sei. Ungläubig ging Peckover zuerst von an einem Angriff der Eingeborenen der in den Tagen zuvor angefahrenen Inseln aus („We were a long way from land when I came off deck“), doch Nelson erkläre, dass es sich um eigene Kameraden angeführt von Christian handelte, die Bligh seines Kommandos enthoben haben.
Während Bootsmann William Cole und Zimmermann William Purcell das Deck betreten durften, wurde Peckover mit dem Rest der Schiffsführung von den Meuterern unter dem Achterdeck festgehalten, weshalb er in den diversen Beschreibungen zu dem Ereignis auch kaum namentlich in Erscheinung tritt. Mit Steuermann John Fryer diskutierte er eine mögliche Rückeroberung, gab aber zu Bedenken, dass ihnen ein Verbleiben auf dem Schiff als Solidarisierung mit den Meuterern ausgelegt werden könnte. Nachdem die Barkasse zu Wasser gelassen war, ließen sich Peckover und die anderen loyal gebliebenen Seemänner widerstandslos zum Umstieg nötigen. In den wenigen Minuten, die er dabei an Deck war, musste er feststellen, dass sein ihm unmittelbar unterstellter Maat John Mills zu den Meuterern gehörte.

### Fahrt nach Batavia
Peckover gehörte zu den achtzehn loyal gebliebenen Seemännern, die mit Bligh ausgesetzt wurden und die fast eineinhalb Monate dauernde Fahrt auf der Barkasse nach Kupang bestritten. Während der Attacke der Einheimischen auf Tofua am 3. Mai rettete er das Logbuch der Bounty, das er über der Wasserlinie haltend vom Strand durch die Brandung nahezu unbeschadet bis zur Barkasse trug. Dabei erlitt er eine Verwundung am Kopf, nachdem er von einem Stein getroffen wurde. Als Bligh eine andere Insel anzusteuern beabsichtigte und vor allem Cole dagegen insistierte, um stattdessen die Fahrt über das offene Meer nach Neu-Holland zu wagen, wurde auch mit der Ortskenntnis Peckovers argumentiert, der die nahe Endeavour-Straße und die Insel Timor kannte, die er auf seiner ersten Fahrt mit James Cook bereist hatte. In seiner Erzählung hatte Bligh dies unterschlagen und ihre Rettung allein seiner Kenntnis von den Wasserstraßen Niederländisch-Indiens zugeschrieben, obwohl er diese auf seiner Fahrt mit Cook nicht bereist hatte.
Obwohl sie von Bligh zu dessen loyalsten Anhängern gezählt wurden, sollen Peckover und Cole nach der Ankunft auf Restoration Island (Ma’alpiku-Island-Nationalpark) am 31. Mai gegenüber Fryer ihren Unmut über die nichtverhohlene Geringschätzung des Kommandanten für seine Untergebenen geäußert haben, was sie aber gegenüber Bligh nicht auszusprechen wagten, im Gegensatz zu Purcell. Dem Kanonier war es gelungen von den Meuterern unbemerkt seine Taschenuhr mit auf die Barkasse zu nehmen, die den Ausgesetzten bis zur Ankunft auf Turtle Island am 2. Juni als Zeitmesser diente. Hier ist sie durch Salzwasser korrodiert funktionsunfähig geworden. Als Bligh am 13. Juni nach der Ankunft an der Westküste Timors (Distrikt Süd-Amanuban) sich ihres Standortes unsicher war und eine nah zusehende Landmasse für ihr eigentliches Ziel hielt, war es Peckover der ihm versicherte, dass es sich dabei um die Insel Roti handelte und sie sich bereits auf Timor befanden. Der Küstenlinie weiter folgend, erreichten sie tatsächlich am folgenden Tag die niederländische Niederlassung in Kupang. Auch diese Unsicherheit hatte Bligh in seiner Erzählung verschwiegen. Am 1. Oktober erreichten sie Batavia auf Java, wo Bligh am 16. Oktober die Heimreise antrat.

### Zurück in England
Zusammen mit Cole ist Peckover am 12. November 1789 auf dem niederländischen Schiff Castor (Capt. Michiel Jürgens) in See gegangen. Am 2. Februar 1790 erreichten sie die Tafelbucht, wo sie auf Lt. Edward Riou und seiner havarierten HMS Guardian trafen. Am 26. Februar setzten sie ihre Heimreise fort, wobei Peckover einige Briefe des Kommandanten zum Versandt nach England anvertraut bekam.
Im Prozess gegen Purcell am 22. Oktober 1790 tätigte Peckover keine Aussage, doch war er anwesend und stellte sich dem Zimmermann für eine Befragung zur Verfügung. Der Angeklagte kam mit einer Rüge davon. Dieses milde Urteil hatte vermutlich Peckovers Verhältnis zum Kläger Bligh beschädigt. Als er sich bei diesem für eine Teilnahme an dessen zweiter Brotfruchtmission mit der HMS Providence bewarb, wurde er von ihm abgewiesen. Als Begründung gab Bligh an, dass er grundsätzlich keinen der Bounty-Seemänner für diese Fahrt berücksichtigen wollte, was allerdings gelogen war. In einem Schreiben an Sir Joseph Banks vom 17. Juni 1791 teilte er diesem seine Genugtuung darüber mit, wenn er Peckover, sollte er sich bei ihm um eine Empfehlung bemühen, darüber informiere, dass er ihn für einen bösartigen und verräterischen Gesellen („a viscious and worthless fellow“) halte.
Im Prozess gegen die der Meuterei angeklagten Bounty-Seemänner im September 1792 war Peckover einer der Zeugen der Anklage. Im Jahr 1794 hatte er seine Adresse in der Gun Alley zu Wapping (London Borough of Tower Hamlets), wo er dem Juristen Edward Christian Auskunft für dessen Anhang zu den in jenem Jahr veröffentlichten Gerichtsprotokollen gab. Eine eidesstattliche Korrektur seiner Aussagen für Blighs Antwortschreiben darauf verweigerte er.
Noch im Jahr 1790 hatte Peckover seinen aktiven Dienst wieder aufnehmen können und diente danach wieder auf verschiedenen Schiffen als Kanonier. Seine letzte Verwendung ist für das Jahr 1801 auf der HMS Gelykheid verzeichnet. Seine Taschenuhr befand sich 1937 im Besitz des Bounty-Forschers Owen Rutter.

## Erlebnisberichte
- Bligh, William, A voyage to the South sea, undertaken by command of His Majesty, for the purpose of conveying the bread-fruit tree to the West Indies, in His Majesty’s ship the Bounty, commanded by Lieutenant William Bligh. London 1792.
- Morrison, James, Mutiny and Aftermath: James Morrison’s Account of the Mutiny on the Bounty and the Island of Tahiti. Hrsg. von Vanessa Smith, Nicholas Thomas. University of Hawaiʻi Press 2013.

## Weblink
- whalesite.org

| Personendaten    | Personendaten         |
| ---------------- | --------------------- |
| NAME             | Peckover, William     |
| KURZBESCHREIBUNG | britischer Seemann    |
| GEBURTSDATUM     | getauft 18. Juni 1748 |
| GEBURTSORT       | Aynho                 |
| STERBEDATUM      | 1819                  |
| STERBEORT        | Colchester            |